# 宝篋印塔

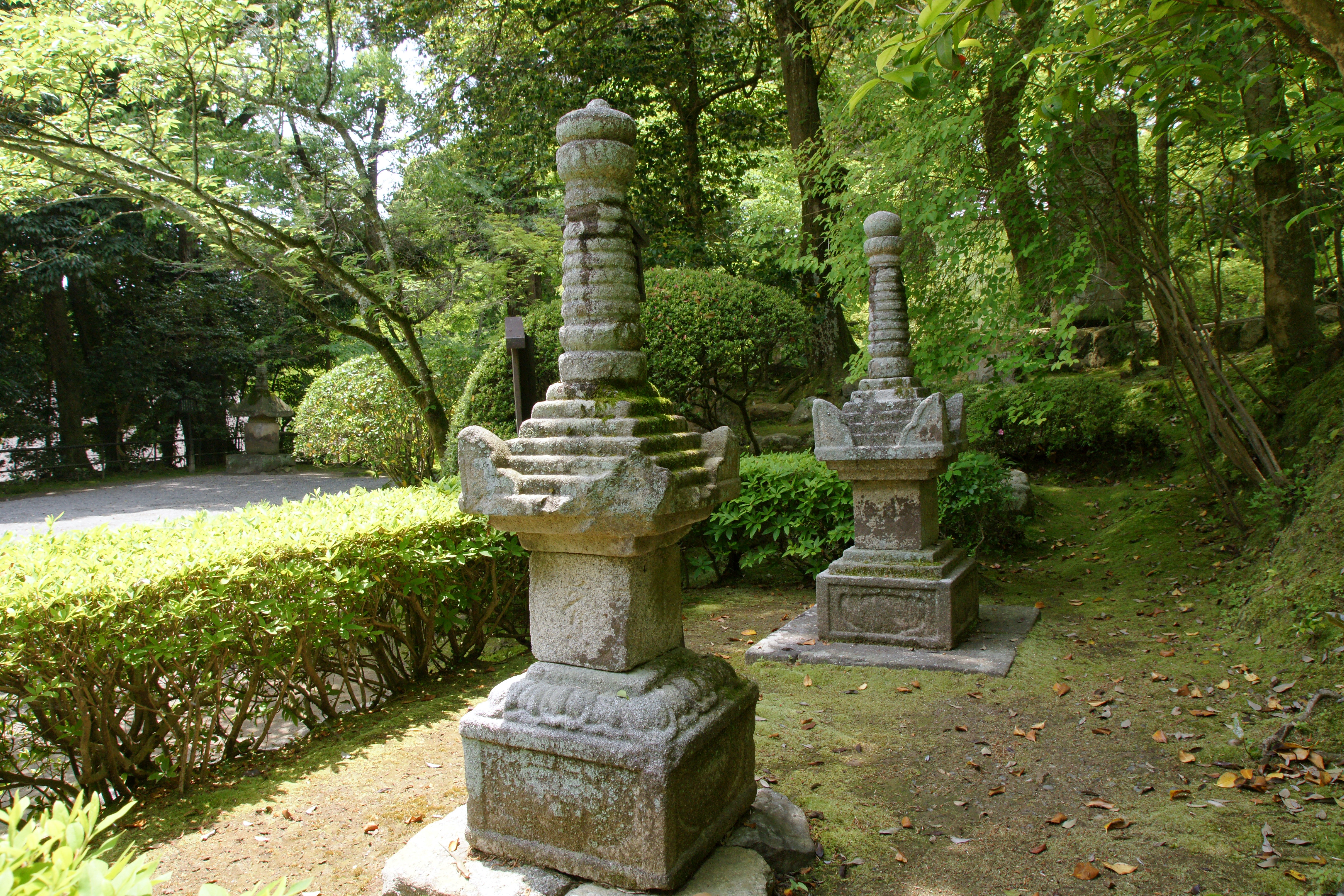
石山寺（滋賀県大津市）の塔。奥の塔は国の重要文化財で典型的な関西形式。基礎石の側面には枠内に美しい格狭間を刻み、塔身四方には月輪（がちりん）内に胎蔵界四仏の種子を刻む。鎌倉後期。手前の塔は基礎石上面を複弁返花に刻む。

宝篋印塔（ほうきょういんとう）は、墓塔・供養塔などに使われる仏塔の一種である。五輪塔とともに、石造の遺品が多い。

## 起源
中国の呉越王銭弘俶が延命を願って、諸国に配った8万4千塔（金塗塔・銭弘俶塔）が原型だとされている。これは、インドのアショーカ王（阿育王）が釈迦の入滅後立てられた8本の舎利塔のうち7本から仏舎利を取り出して、新たに造った8万4千基の小塔（阿育王塔）に分納し世界中に分置したという故事（「阿育王伝」「阿育王経」）に起源を持つ。この塔の一つが泰始元年（265）（一説に太康二年（281））中国内で発見され、銭弘俶が建隆元年（960）まで10年の歳月をかけこの塔に倣って銅で同じく8万4千基を作塔し諸国に配布したといい（「仏祖統紀」）、日本にも請来されて現在国内に10基ほどある。ただし、阿育王塔を模しての作塔はそれ以前にもあったようで、現に来朝した鑑真和上の荷の中に「阿育王塔様金銅塔一区」があったことが知られる（「唐大和上東征伝」）。一方で『一切如来心秘密全身舎利宝篋印陀羅尼経』は宝篋印陀羅尼を収めた宝塔のご利益を説く。これが「宝篋印塔」の語源と考えられるが、中国では早くから先に述べた「阿育王塔」との混淆が見られ、現に銭弘俶塔の中から宝篋印陀羅尼が発見された例がある（『宝篋印経記』）。したがって日本の宝篋印塔を語るに際しては、この二つの性格＝すなわち「舎利塔」と「宝塔」の要素があることを念頭に置く必要がある。
石造宝篋印塔は銭弘俶塔を模して中国において初めて作られ、日本では鎌倉初期ごろから制作されたと見られ、中期以後に造立が盛んになった。銭弘俶塔の要素を最も残すのが北村美術館（京都市）蔵の旧妙真寺宝篋印塔・一名「鶴ノ塔」である。ただしこの装飾性の強い塔は古塔の中では特異で孤立しており、いまなおその歴史的位置付けは明瞭でない。中国宋代石造宝篋印塔と日本の宝篋印塔の間に大きさや形態に乖離があるため、最近になって図像による伝来、具体的には鎌倉初期に中国宋から請来された五百羅漢図中に見える宝篋印塔様石造物が日本における宝篋印塔の成立に関与したのではないかという説が提示された。
在銘最古の宝篋印塔は鎌倉市の某ヤグラから出土した宝治二年（1248年）銘の小型のものである（京都国立博物館蔵。川勝政太郎旧蔵）。これは無紋の大きな隅飾りが垂直に立ち上がっており、京都市右京区の高山寺塔や為因寺塔（文永二年銘）に共通する特徴を持ち、これら装飾性の少ないものを川勝政太郎は特に「籾塔形式」と呼び、造塔供養のために作塔された木製小型宝篋印塔様の塔（籾塔）を日本の簡素型石造宝篋印塔のルーツとの仮説を提示し、これら素朴な籾塔型から次第に「旧妙真寺塔」に見られる装飾性を取り入れて現在よく知られる石造宝篋印塔のスタイルが確立したのではないかとした。しかし、遺存する籾塔に鎌倉時代に遡るものはなく、また先に触れた宋代五百羅漢図中には籾塔型も装飾性の顕著なものも共に見られるから、発展過程については再考の余地がある。なお五百羅漢図中に宋代の石造宝篋印塔に似た姿は見られない。文献に見られる日本で最も古い作塔の例は、京都栂尾外畑（とのはた）に暦仁2年（1239）に建てられた「明恵上人髪爪塔」であり、そこには「この塔婆は大唐阿育王塔の形を模す」と記す（『高山寺縁起』）。この塔は、現在、高山寺内明恵廟堂前にある「高山寺宝篋印塔」とする説が有力であるが、外畑から寺内に移されたことは文献上確認できず、かつ明恵廟堂周辺には他に二基の同タイプの古い宝篋印塔があり、この塔が暦仁2年の「髪爪塔」と断定するにはなお慎重を要する。
名称は、銭弘俶塔に宝篋印陀羅尼（宝篋印心咒経/ほうきょういんしんじゅきょう）を納めたことによるとされるが、石造宝篋印塔で実際に塔内から陀羅尼が発見された例はない。ただし基礎に宝篋印心咒経の文字を刻んだ遺例はある。

## 構造

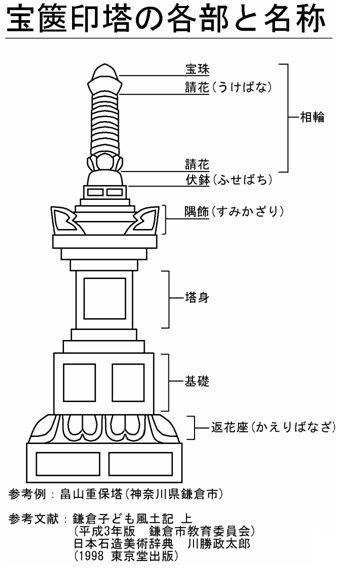
宝篋印塔の各部と名称（図は関東形式）

宝篋印塔を「右旋礼拝」すると加持があるとされるが、狭い塔の周りに石柵があって邪魔になっているなど、日本の古来から現存のものにおいては、通行できる空間を設けることについて配慮がされていない例もある。石畳、踏み石等を廻らしているものはごく稀にある。
最上部の棒状の部分は相輪と呼ばれる。相輪は、頂上に宝珠をのせ、その下に請花（うけばな）、九輪（宝輪）、伏鉢などと呼ばれる部分がある。相輪は宝篋印塔以外にも、宝塔、多宝塔、層塔などにも見られるもので、単なる飾りではなく、釈迦の遺骨を祀る「ストゥーパ」の原型を残した部分である。相輪の下には露盤と階段状の刻み（普通は6段・中国の塔にこの段は見られない）を持つ笠があり、この笠の四隅には隅飾（すみかざり）あるいは「耳」と呼ばれる突起がある。笠の下面も階段状（2段）に刻む。笠の下の四角柱の部分は、塔身（とうしん）という。その下の部分は基礎と呼ばれ、上部を階段状（2段）に刻んで塔身を受ける。隅飾の内側の曲線を二弧ないし三弧に刻むものもあり、またその側面に月輪を陽刻し、その中に種子（しゅじ、種子字とも）を刻むものもある。塔身にはしばしば仏坐像や月輪に囲われた種子を刻む。手の込んだものではその月輪をさらに蓮華座で受ける。また基礎の四方の側面には区画の中に格狭間（こうざま）を一個刻む例が多い。さらに基礎石の下に格狭間を伴った反花座を置くものもある（太字＝右図参照）。なお特に高位者の墓塔では壇上積みの石段を伴うものがある（醍醐三宝院墓地宝篋印塔など）。
この塔身部に四角の輪郭が刻まれず、基礎部の区画も無いか若しくは一区のものが関西形式と呼ばれる基本の型である（石山寺宝篋印塔写真参照）。塔身に四角の輪郭を刻み基礎部も縁どりにより二区に分け、さらに基礎を輪郭付きの二個の格狭間を伴った返花座で受けるものは関東形式と呼ばれる（右図参照）。名称の通り、関東形式は関東地方に多く分布するが、関西形式は基本形として国内に広く分布する。「関東形式」の命名者川勝政太郎は、この関東形式の出現の契機となったのが神奈川県箱根にある関西形式の「箱根山宝篋印塔（多田満仲塔）」と推定している。この塔の塔身は周囲に細めの輪郭を巻きその中央に釈迦座像（正面）と種子（側面と背面）を刻むが、基礎周囲各面には格狭間を一個だけ刻む。この塔は律宗の僧に従って関東に赴いた大和の石工によって作製されている。
宝篋印塔の基本形式は、以上の通りであるが、時代・地方により、多少の違いが見られる。例えば頂上部の宝珠については、時代が下るとともに、膨らみが失われ、室町期・江戸期を通して先端が尖っていくという特徴がある（この特徴は宝珠全体のもので、先述の五輪塔・宝塔・石灯籠・擬宝珠においても同様である）。隅飾は、同じように時代が下るごとに、外側へ張り出す傾向があり、江戸期には極端に反り返る隅飾になった。基礎部下の基壇も、次第に返花座などの飾りをもたない方形石の基壇となる。基礎石の格狭間の中に、開蓮華、三茎蓮、孔雀像などを刻むものを特に「近江式文様」と呼び、鎌倉後期以降の優品が近江から京都にかけて多数遺る（「近江式」は層塔の基礎石格狭間などに三茎蓮などを刻む場合もいう）。通常、笠は階段状に刻むが、まれに上部を宝形造りに刻むものがある。これは奈良県北部を中心に見られる地方色である（「大和式」と呼ぶ場合もある）。また、塔身・基礎部の大きさの違いをはじめ、塔身に方角に対応した仏の種子や像のレリーフを刻む、二重輪郭をとるなど、塔によって様々な形態がある。このほか特殊な例として笠を3重に重ねた三重宝篋印塔が数例遺る（石山寺三重宝篋印塔ほか）。さらに、残欠でしか残らないため詳細は不明だが、笠部が六角の重層宝篋印塔も造られた。

## 意義
滅罪や延命などの利益から、追善（死後に供養すること）・逆修（生前にあらかじめ供養をすませること）の供養塔、墓碑塔として、五輪塔とともに多く造立された。形状がシンプルな五輪塔が僧俗を問わず多くの階層で用いられたのに対して、装飾性の強い宝篋印塔は主に貴顕の間で用いられる傾向がある。一方で必ずしも墓塔や供養塔として建てられたとは言えない大型宝篋印塔が見られるため、仏典『一切如来心秘密全身舎利宝篋印陀羅尼経』に見られる「宝塔」すなわち現世利益を追求するための塔の要素を指摘することができる。中国に遺る大型石造宝篋印塔はすべてこのタイプで、対して墓塔や供養塔として建てられた例は報告されていない。
鎌倉地方の丘陵部に多く存在するやぐらには、宝篋印塔が置かれる場合や、宝篋印塔のレリーフが彫られている例がある。ほぼ、五輪塔と同じ意義で用いられたことが考えられるが、作例は五輪塔よりも少ない。

## 律宗僧と石工
石造宝篋印塔のような石造美術品、特に中世期のものを見るうえで、律宗僧およびその関係の石工たちの存在に注目しなければならない。中世期は、平安期に比べて石造美術品の造立数は格段の数となり、奈良の西大寺の叡尊や忍性といった律宗僧の戒律復興運動の全国展開により、彼らが招いて、率いた石工たちにより、優れた石造美術品が残された。特に先に触れた「箱根山宝篋印塔」に大和生まれの石工大蔵安氏の名が永仁四年（1296年）銘とともに残されていることは注目に値する。現在も律宗系寺院または律宗系寺院の廃寺の跡においては、このような石造美術品が多い。

## 主な宝篋印塔

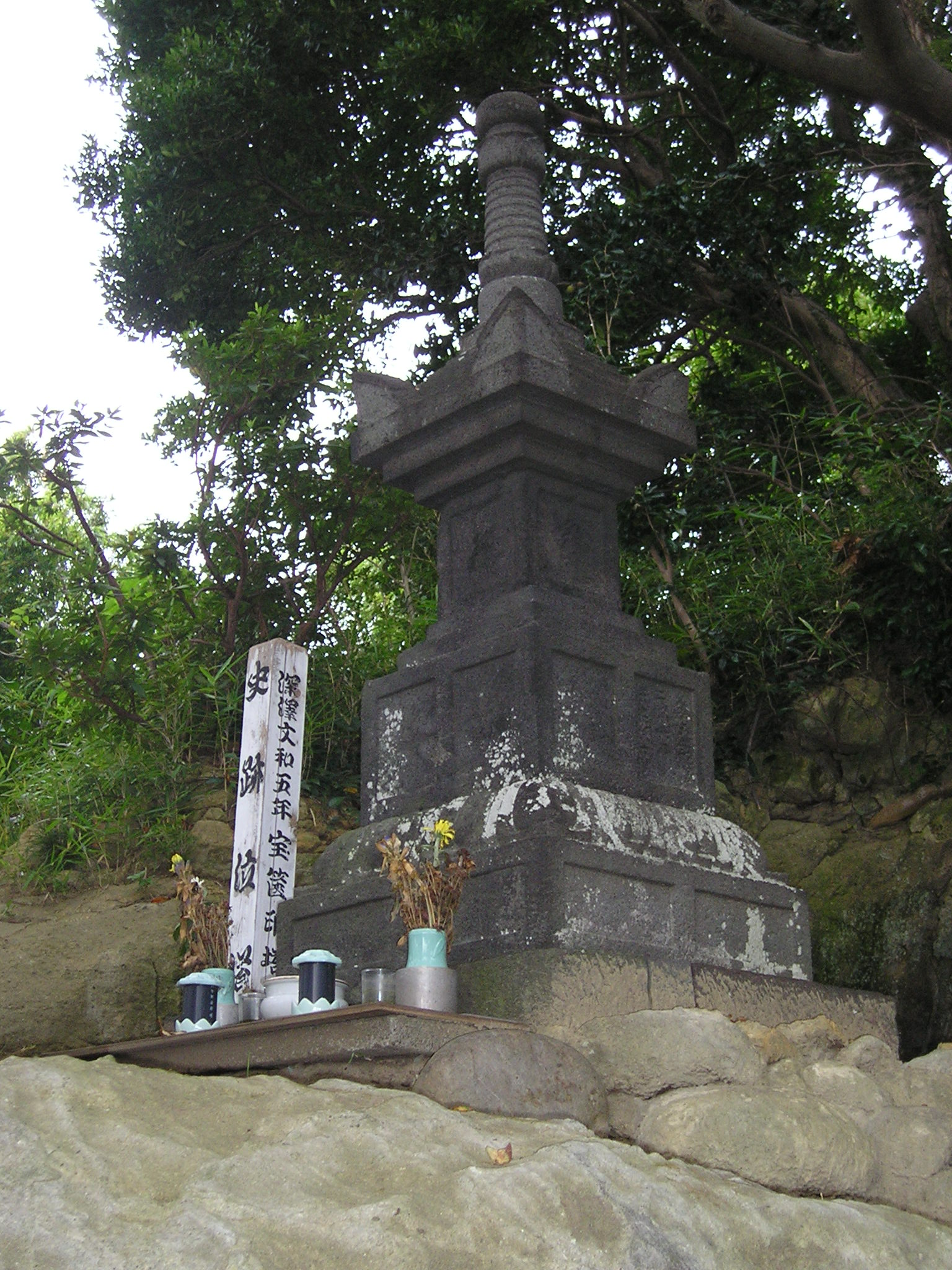
泣塔（鎌倉市指定文化財）。JR大船工場跡地にある中世の塔。関東形式

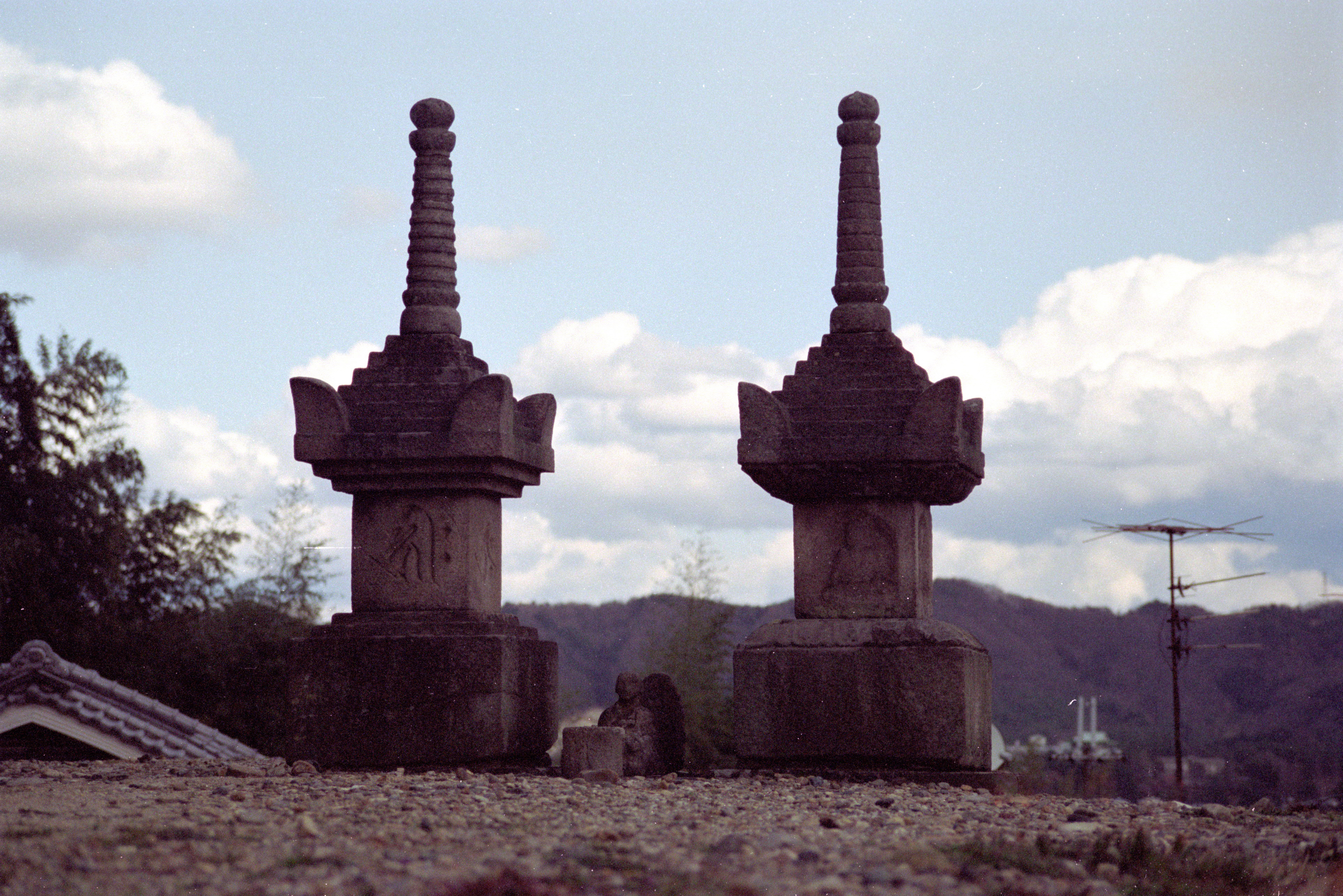
円福寺（奈良県生駒市）の塔（2基とも国の重要文化財）。左の塔は永仁元年（1293年）銘、関西形式

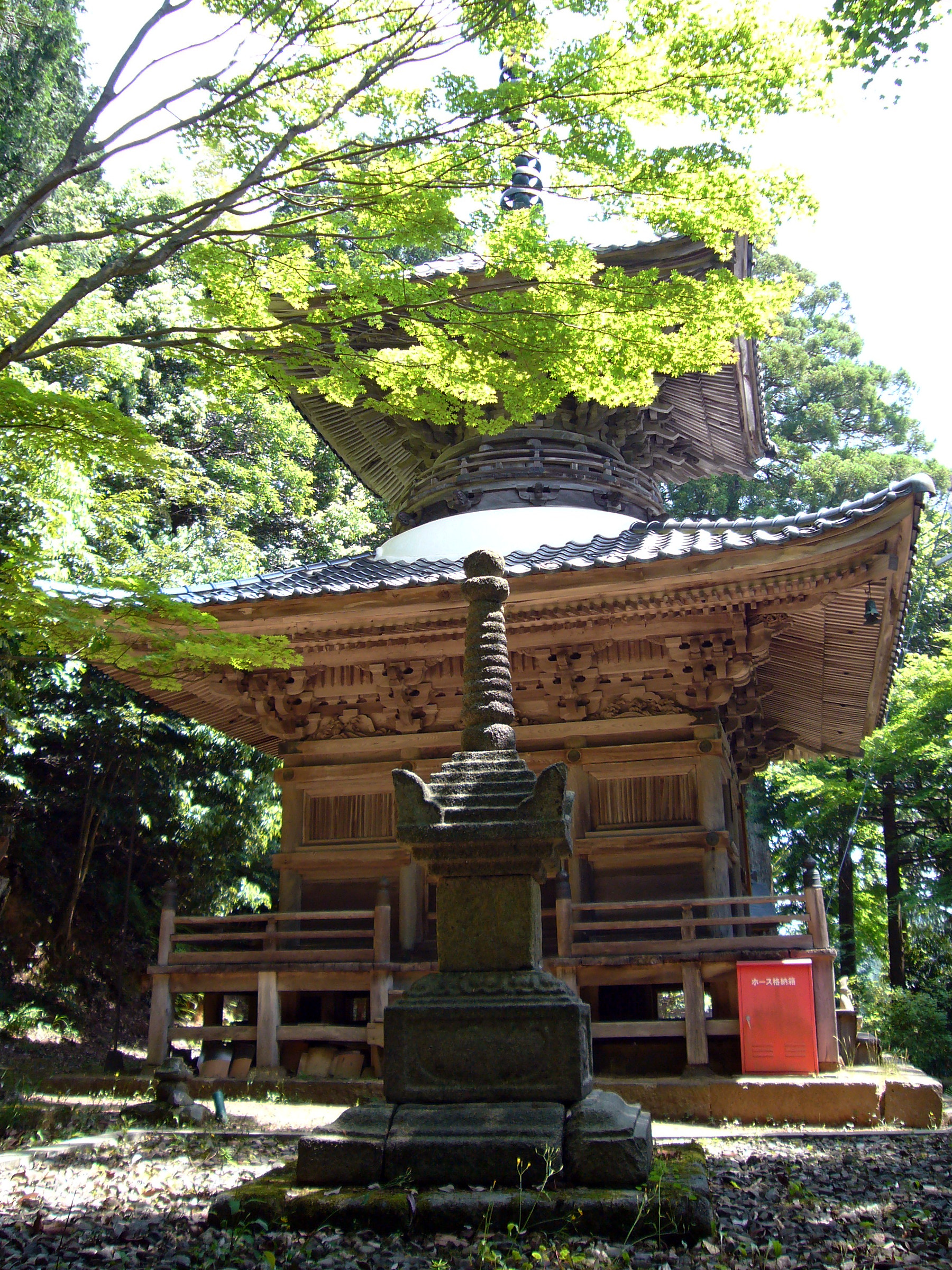
温泉寺（兵庫県豊岡市）の塔（手前の石塔、国の重要文化財）。室町時代

- 光福寺塔（埼玉県東松山市） 重要文化財。関東形式
- 安養院塔（神奈川県鎌倉市） 重要文化財。関東形式
- 鏡神社塔（滋賀県竜王町） 重要文化財。関西形式
- 個人所有塔（神奈川県鎌倉市極楽寺） 重要文化財
- 寂照寺塔（滋賀県日野町） 重要文化財。関西形式
- 石山寺塔（滋賀県大津市） 重要文化財。関西形式
- 比都佐神社塔（滋賀県日野町） 重要文化財。関西形式
- 旧妙真寺「鶴ノ塔」（京都府京都市） 重要文化財
- 高山寺塔（京都府京都市） 重要文化財。
- 為因寺塔（京都府京都市） 重要文化財。
- 縁城寺塔（京都府京丹後市） 重要文化財。関西形式
- 大覚寺覚勝院墓地塔（京都府京都市） 重要文化財。関西形式
- 誠心院「和泉式部塔」（京都府京都市）重要文化財
- 金胎寺塔（京都府和束町） 重要文化財。関西形式
- 三宝院塔（京都府京都市） 重要文化財。関西形式
- 勝林院塔（京都府京都市） 重要文化財。関西形式
- 金禅寺塔（大阪府豊中市） 重要文化財。関西形式
- 温泉寺塔 （兵庫県豊岡市） 重要文化財。関西形式
- 広峯神社塔 （兵庫県姫路市） 重要文化財。関西形式
- 圓福寺塔（奈良県生駒市） 重要文化財。関西形式
- 生駒市有里共同墓地塔（奈良県生駒市） 重要文化財。関西形式
- 山口薬師堂塔（奈良県吉野町） 重要文化財。関西形式
- 青岸渡寺塔（和歌山県那智勝浦町） 重要文化財。関西形式
- 印賀宝篋印塔（鳥取県日南町） 鳥取県指定保護文化財
- 野間神社塔（愛媛県今治市） 重要文化財。関西形式
- 西山興隆寺塔（愛媛県西条市） 重要文化財。関西形式
- 亀井八幡神社塔（愛媛県上島町） 重要文化財。関西形式
- 本山寺塔 （岡山県美咲町） 重要文化財。関西形式
- 浄土寺塔（広島県尾道市） 重要文化財。関西形式
- 米山寺塔（広島県三原市） 重要文化財。関西形式
- 仏岩頂上塔（長野県大門町） 県指定史跡。山の頂上の岩の上に一つだけある宝篋印塔。由来などは一切不明。
- 箱根山塔（神奈川県箱根町） 重要文化財 関西形式（関東形式の祖形）。大和石工大蔵安氏製作。
- 厚山宝篋印塔（広島県福山市） 県重要文化財。康暦2年。
- 龍門寺（神奈川県真鶴町） 真鶴町指定文化財
- 清澄寺石造宝篋印塔 （千葉県鴨川市） 県指定有形文化財。市指定有形文化財（建造物）。 応永14年。